# ウシュカニ諸島
ウシュカニ諸島（うしゅかにしょとう、ロシア語: Ушканьи острова、ブリヤート語: Ушкан аралнууд、英語: Ushkan Islands）はロシアのバイカル湖にある島々の集まりである。地図上では、この湖で最大面積のオリホン島が中程の西海岸寄りにあるのに対して、ウシュカニ諸島はほぼ中央にあり、むしろ東海岸のスヴャトイ・ノス（聖なる鼻）半島から続いているように見える。
地質構造上では、バイカル湖は北湖底、中央湖底、南湖底と3つに分けられるが、ウシュカニ諸島はオリホン島から北東へ続く湖底の「アカデミー会員嶺」（Academician Ridge）が湖上に顔を出したもので、向かいのスヴャトイ・ノス半島と共に北湖底と中央湖底を分ける構造になっている。
ウシュカニ諸島4つの島々からなっている。
- 大ウシュカニ島（ロシア語: Большой Ушканий） - 面積9.5平方キロメートル
- 長いウシュカニ島（ロシア語: Тонкий Ушканий） - 長さ1.25キロメートル
- 薄いウシュカニ島（ロシア語: Долгий Ушканий） - 高さ17メートル
- 丸いウシュカニ島（ロシア語: Круглый Ушканий）

各島は前カンブリア紀の石灰岩でできていて、おおむねカラマツでおおわれている。島の海岸はバイカルアザラシの生息地である。
ウシュカニ諸島はザバイカリスキー国立公園の一部になっていて、最近観光客も多く訪れている。しかし、島々への上陸は特別の許可が必要である。

## 参照項目
- オリホン島